# 名古屋市立千種小学校
名古屋市立千種小学校（なごやしりつ ちくさしょうがっこう）は、愛知県名古屋市千種区にある公立小学校である。千種区では田代小学校・上野小学校とともに、明治初期に開設された伝統のある小学校である。今池の繁華街より南へ500mに位置しており、空洞化と少子化の影響で各学年1学級ずつの小規模校となっている。

## 歴史

### 沿革
- 1872年（明治5年）5月1日 - 義校隆道学校として創設
- 1873年（明治6年）5月 - 学制施行により第二大学区第二中学区に所属。第26番小学六六学校に改称。
- 1876年（明治9年）8月21日 -（明治9年5月8日愛知県布達第96号）第26番小学千種学校に改称
- 1883年（明治16年）1月24日 -（愛知県布達乙第7号）愛知郡第59学区公立小学千種学校に改称
- 1887年（明治20年）3月5日 - 小学校令施行により、愛知郡第27学区尋常小学千種学校に改称。6月に田代学校を分校として併合
- 1891年（明治24年）5月7日 - 小学校令改正により、愛知郡千種村立千種尋常小学校に改称。
- 1893年（明治26年）6月4日 - 田代分校を分離。
- 1907年（明治40年）1月1日 - 高等科を併置し愛知郡千種町立千種尋常高等小学校となる。
- 1911年（明治44年） - 池内に分教場を設置
- 1912年（明治45年）6月1日 - 池内分教場を分離
- 1921年（大正10年）8月22日 - 千種町が名古屋市へ編入され、名古屋市立千種尋常高等小学校となる。
- 1927年（昭和2年）9月1日 - 今池小を分離
- 1928年（昭和3年）9月20日 - 吹上小を分離
- 1933年（昭和8年）6月15日 - 丸田小（現・春岡小）を分離
- 1936年（昭和11年）4月1日 - 高等科を分離し、名古屋市立千種小学校となる。
- 1937年（昭和12年）9月1日 - 高松小分離。
- 1941年（昭和16年）4月1日 - 名古屋市千種国民学校尋常科となる。
- 1944年（昭和19年）8月7日 - 恵那郡へ集団疎開
- 1946年（昭和21年）4月15日 - 高松国民学校を併合
- 1947年（昭和22年）4月1日 - 学校教育法施行により名古屋市立千種小学校に改称。
- 1961年（昭和36年）4月1日 - 千石小を分離

### 児童数の変遷
『愛知県小中学校誌』（2018年）によると、児童数の変遷は以下の通りである。
| 1967年（昭和42年） | 1,003人 |  |
| 1977年（昭和52年） | 743人   |  |
| 1987年（昭和62年） | 493人   |  |
| 1997年（平成9年）  | 292人   |  |
| 2007年（平成19年） | 217人   |  |
| 2017年（平成29年） | 218人   |  |

## 交通
- 名古屋市営地下鉄桜通線 吹上駅 7番出口より北西へ300m
- 名古屋市営地下鉄東山線 今池駅 9番出口より南へ700m
- JR東海中央本線 千種駅より南東へ1.5km
- 名古屋市営バス（名駅17・栄16・八事12・吹上11）大久手停留所より西へ200m

## 近隣施設
- 千種コミュニティセンター
- 名古屋市立第二幼稚園
- 名古屋市立今池中学校
- 中道公園
- 名古屋市千種文化小劇場

## 学区
千種学区は吹上駅を中心に飯田街道と市道名古屋環状線に沿った面積0.77 km2の地域で、千石・内山・春岡・広路・吹上の5学区と接している。今池三丁目、千種通、大久手町、小松町、青柳町7丁目、春岡通7丁目の全てと、今池二丁目、千種一丁目、千種三丁目、吹上二丁目、今池南、千種町の一部が該当する。千種小学校は学区のほぼ中心に位置しており、学区内の大部分から道程1km以内で到達できる。